# Triassocythere
Triassocythere is een geslacht van uitgestorven kreeftachtigen uit de klasse van de Ostracoda (mosselkreeftjes).

## Soorten
- Triassocythere elegantissima Brand, 1990 †
- Triassocythere eotriassica Kozur, 1972 †
- Triassocythere prisca Kozur, 1985 †